# Rajd Cypru 1987
Rajd Cypru 1987 (15. Rothmans Cyprus Rally) – 15 edycja rajdu samochodowego Rajd Cypru rozgrywanego na Cyprze. Rozgrywany był od 25 do 27 września 1987 roku. Była to czterdziesta runda Rajdowych Mistrzostw Europy w roku 1987 (rajd miał najwyższy współczynnik - 4) oraz siódma runda Rajdowych Mistrzostw Cypru.

## Klasyfikacja rajdu
| Miejsce                      | Kierowca                     | Pilot                        | Samochód                     | Czas                         | Strata                       |                              |
| Klasyfikacja generalna i ERC | Klasyfikacja generalna i ERC | Klasyfikacja generalna i ERC | Klasyfikacja generalna i ERC | Klasyfikacja generalna i ERC | Klasyfikacja generalna i ERC | Klasyfikacja generalna i ERC |
| ---------------------------- | ---------------------------- | ---------------------------- | ---------------------------- | ---------------------------- | ---------------------------- | ---------------------------- |
| 1.                           | David Llewellin              | Phil Short                   | Audi Coupé Quattro           | 6:58:58                      | 0.0                          |                              |
| 2.                           | Vahan Terzian                | Yiannakis Theofanous         | Nissan 200SX                 | 7:10:02                      | +11:04                       |                              |
| 3.                           | Kypros Kyprianou             | George Sergides              | Honda Civic                  | 7:18:52                      | +19:54                       |                              |
| 4.                           | Dimi Mavropoulos             | Dave Adams                   | Ford Sierra RS Cosworth      | 7:22:21                      | +23:23                       |                              |
| 5.                           | Antonis Michaelides          | Giorgos Laos                 | Peugeot 205 GTI              | 7:28:19                      | +29:21                       |                              |
| 6.                           | Andreas Kalogirou            | Andreas Christodoulides      | Mazda 323 4WD                | 7:32:23                      | +33:25                       |                              |
| 7.                           | Andreas Tsouloftas           | Costas Georgiou              | Fiat Ritmo 130 TC            | 7:43:46                      | +44:48                       |                              |
| 8.                           | Savvas Hadjisavvas           | Christos Hadjisavvas         | Volkswagen Golf GTi          | 7:46:23                      | +47:25                       |                              |
| 9.                           | Sotos Tricomitis             | Georgios Georgiou            | Suzuki Swift GTi             | 7:50:02                      | +51:04                       |                              |
| 10.                          | Christos Eliades             | Mikis Ioannou                | Opel Kadett GSI              | 7:55:24                      | +56:26                       |                              |